# Józef Kobosko
Józef Nikodem Kobosko (ur. 15 września 1902 w Komorowie, zm. 20 września 1968 w Podkowie Leśnej) – polski lekarz i działacz społeczny, radny Podkowy Leśnej, poseł do Sejmu RP V kadencji (1938–1939). 

## Życiorys
Ukończył naukę w Gimnazjum Związku Zawodowego Nauczycielstwa Polskiego Szkół Średnich w Warszawie oraz studia medyczne na Uniwersytecie Warszawskim. 
W czasie I wojny światowej działał w harcerstwie oraz Polskiej Organizacji Wojskowej, następnie zaś walczył jako ochotnik w Wojsku Polskim (1919–1920). W dwudziestoleciu międzywojennym praktykował jako lekarz, był także prezesem Polskiego Czerwonego Krzyża i Ligi Obrony Powietrznej i Przeciwgazowej w Żyrardowie. W 1938 uzyskał mandat posła na Sejm RP w okręgu Łowicz (obejmującym Żyrardów), zasiadał w klubie Obozu Zjednoczenia Narodowego. 
Podczas II wojny światowej walczył w Armii Polskiej we Francji. Dostał się do niewoli niemieckiej, z której został zwolniony i kontynuował walkę we francuskim ruchu oporu oraz w Polskich Siłach Zbrojnych na Zachodzie (PSZ). W 1946 powrócił do kraju, gdzie był dyrektorem szpitali kolejowych oraz ordynatorem w Szpitalu Powiatowym w Stargardzie. Pracował także jako lekarz w pogotowiu w Pruszkowie (1963–1965). Zasiadał w Osiedlowej Radzie Narodowej w Podkowie Leśnej. Był członkiem ZBoWiD. 
Odznaczony m.in. Srebrnym Krzyżem Zasługi oraz Medalem Zwycięstwa i Wolności 1945.
Zmarł w 1968, został  pochowany na cmentarzu w Żyrardowie.